# Cuchil
Cuchil ist eine Ortschaft und eine Parroquia rural („ländliches Kirchspiel“) im Kanton Sígsig der ecuadorianischen Provinz Azuay. Die Parroquia besitzt eine Fläche von 139,26 km². Die Einwohnerzahl lag im Jahr 2010 bei 1688. Die Mehrzahl der Bewohner sind Nachkommen kolumbianischer Cascarilleros. Die Parroquia wurde am 19. August 1950 gegründet.

## Lage
Die Parroquia Cuchil liegt an der Westflanke der Cordillera Real. Im Osten reicht sie bis zu deren Hauptkamm mit Höhen von 3500 m. Das Verwaltungsgebiet umfasst die südwestliche Quellregion des Río Santa Bárbara. Dieser entwässert das Areal in nördlicher Richtung und begrenzt es dabei im Nordosten. Der 2540 m hoch gelegene Ort Cuchil (alternative Schreibweise: Cutchil) befindet sich am Linksufer des Río Santa Bárbara 3 km südlich des Kantonshauptortes Sígsig. Die Fernstraße E594 (Sígsig–Gualaquiza) führt durch das Verwaltungsgebiet und an dessen Hauptort vorbei.
Die Parroquia Cuchil grenzt im Norden und im Nordosten an die Parroquia Sígsig, im Südosten an den Kanton Gualaquiza in der Provinz Morona Santiago mit den Parroquias Chigüinda und Bermejos, im Südwesten an die Parroquia Jima sowie im Westen an die Parroquia Ludo.

## Ökologie
Im Osten der Parroquia Cuchil befindet sich das Schutzgebiet Bosque Protector Moya Molón.